# Розсошівська сільська рада
Ро́зсошівська сільська́ ра́да — колишній орган місцевого самоврядування в Великописарівському районі Сумської області. Адміністративний центр — село Розсоші.

## Загальні відомості
- Населення ради: 767 осіб (станом на 2001 рік)

## Географія
Розсошівська сільська рада розташовата у південній частині району і на півдні межує з Харківською областю.

## Населені пункти
Сільській раді підпорядковані населені пункти:
- с. Розсоші

## Склад ради
Рада складається з 14 депутатів та голови.
- Голова ради: Лоцкін Сергій Васильович
- Секретар ради: Козлова Надія Володимирівна

### Керівний склад попередніх скликань
| Прізвище, ім'я, по батькові | Основні відомості                                                                       | Дата обрання | Дата звільнення |
| --------------------------- | --------------------------------------------------------------------------------------- | ------------ | --------------- |
| Орєхов Юрій Львович         | Сільський голова, 1961 року народження, освіта вища, член Соціалістичної партії України | 26.03.2006   | 31.10.2010      |
| Орєхов Юрій Львович         | Сільський голова, 1961 року народження, освіта вища, безпартійний                       | 31.10.2010   | 16.12.2012      |
| Лоцкін Сергій Васильович    | Сільський голова, 1964 року народження, освіта вища, член Партії регіонів               | 16.12.2012   |                 |

Примітка: таблиця складена за даними сайту Верховної Ради України